# Ellsworth, Michigan
Ellsworth är en ort i Antrim County i delstaten Michigan, USA.